# Orlen Południe
Orlen Południe (wcześniej Rafineria Trzebinia) – polska firma z siedzibą w Trzebini, w powiecie chrzanowskim, w województwie małopolskim, ok. 30 km od Krakowa. Od 1999 r. należy do grupy kapitałowej Orlen, pierwsza biorafineria w Polsce. Spółka posiada dwie rafinerie zlokalizowane na południu Polski: w Trzebini oraz w Jedliczu (powiat krośnieński, województwo podkarpackie). Trzeci zakład produkcyjny spółki - tłocznia oleju - powstaje w Kętrzynie (powiat kętrzyński).

## Historia
Początki rafinerii sięgają roku 1895, kiedy to hrabia Andrzej Potocki rozpoczął jej budowę. W roku 1897 rafineria produkowała już około 1 tys. ton nafty oświetleniowej. W roku 1939 przejęta przez Niemcy produkowała paliwa na potrzeby Wehrmachtu. W 1944 roku została zbombardowana przez alianckie lotnictwo, naloty zniszczyły ją prawie całkowicie. W latach 1950–1955 Rafineria Nafty Trzebinia była inwestycją planu sześcioletniego. W roku 1995 przedsiębiorstwo państwowe zostaje przekształcone w Jednoosobową Spółkę Skarbu Państwa – Rafinerię Trzebinia S.A. Od 1999 roku w strukturach Polskiego Koncernu Naftowego. 5 stycznia 2015 r. po przejęciu przez Rafinerię Trzebinia S.A. podkarpackiej Rafinerii Nafty Jedlicze S.A. (właściciel: PKN Orlen S.A.) zmieniono nazwę Rafinerii Trzebinia S.A. na Orlen Południe S.A.

## Władze i zakres działalności
ORLEN Południe zajmuje się m.in.:
- destylacją ropy,
- produkcją biodiesla,
- magazynowaniem paliw,
- produkcją parafin,
- produkcją glikolu propylenowego,
- produkcją rozpuszczalników,
- produkcją olejów bazowych,
- produkcją gliceryn,
- produkcją paliwa wodorowego,
- regeneracją olejów przepracowanych.

## Skład Grupy Kapitałowej[5]
- Konsorcjum Olejów Przepracowanych – Organizacja Odzysku Opakowań i Olejów S.A.

## Zarzuty prokuratorskie z 2009
W czerwcu 2009 roku Prokuratura Apelacyjna w Krakowie skierowała do sądu akt oskarżenia przeciwko zarządowi spółki z lat 2002-2004: prezesowi Grzegorzowi Ś. oraz członkom zarządu Eugeniuszowi W. i Pawłowi K. oraz byłemu dyrektorowi Urzędu Statystycznego Marianowi S. Oskarżenie objęło:
- zarzut narażenia Skarbu Państwa na uszczuplenia podatkowe z tytułu akcyzy w wysokości 298 mln zł w związku z produkcją i dystrybucją tzw. olejów technologicznych;
- zarzut współudziału w wyłudzeniu 161 mln zł przez sprzedaż tzw. oszustom paliwowym niepełnowartościowych wyrobów, o których wiedzieli, że będą wprowadzone do obrotu jako pełnowartościowe paliwa[6].

Prokuratura początkowo zarzucała Grzegorzowi Ś. spowodowanie strat na szkodę SP w wys. blisko 800 mln zł. W październiku 2008 r. zmieniła ograniczyła zakres czasowy zarzutów, zmniejszyła kwotę uszczupleń do ok. 200 mln zł i dodała współudział w oszustwie.
W 2017 roku Sąd pierwszej instancji oddalił wszystkie zarzuty dotyczące prezesa i członków zarządu. W 2018 roku decyzję podtrzymał Sąd Apelacyjny.